# 北京八刹三山
八刹三山是指北京的19处著名的的佛教寺庙。
八刹有内八刹与外八刹之分。北京旧城内的内八刹是：柏林寺，嘉兴寺、广济寺、法源寺、龙泉寺、贤良寺、广化寺、拈花寺；外八刹位于外城，有的在近郊，分别是：觉生寺、广通寺、万寿寺、善果寺、南观音寺、海会寺、天宁寺、圆广寺。
三山是指位于太行山余脉门头沟宝珠峰南麓的潭柘寺、马鞍山麓的戒台寺、房山区石经山的西域寺（今称云居寺）。 这三座寺庙均始建于唐朝以前，很早就是北方佛教胜地。